# Godfrey Clive Miller
Pour les articles homonymes, voir Miller.
Godfrey Clive Miller, né le 20 août 1893 à Wellington en Nouvelle-Zélande et mort le 10 mai 1964 dans le quartier de Paddington dans le centre-ville de Sydney en Australie, est un peintre néo-zélandais.

## Biographie
Godfrey Clive Miller naît le 20 août 1893 à Wellington,.
Entre 1914 et 1917 il fait partie de la cavalerie et est blessé.
Après avoir terminé ses études d'architecture à Wellington en 1917, il rencontre le peintre Alfred H. O'Keefe de Dunedin et décide de devenir artiste, ce qu'il peut faire grâce à l'aide d'un revenu privé.
Il voyage beaucoup en Europe après la Première Guerre mondiale, ainsi qu'en Extrême-Orient. Il voyage aussi en Chine, au Japon et aux Philippines et, en 1919-1920, s'installe à Warrandyte, dans la banlieue de Melbourne, où il commence à peindre.
Il étudie par intermittence à Londres à partir de 1929, fréquentant notamment la Slade School of Fine Art à Londres.
Il s'installe définitivement en Australie en 1939. Il travaille dans de nombreux styles différents, notamment le pointillisme et le cubisme.
En 1945 il enseigne au Sydney Technical College.
Godfrey Clive Miller meurt le 10 mai 1964 dans le quartier de Paddington.